# ألكسيس لومير
ألكسيس لومير (بالفرنسية: Alexis Lemaire)‏ هو عالم حاسوب فرنسي، ولد في 1980.